# Kestrosphendon
Als Kestrosphendone (altgriechisch κεστροσφενδόνη kestrosphendónē), auch Cestrus, Cestrosphendone oder Kestros, bezeichnet man eine griechische und später von den Römern übernommene Schleuder, die Pfeile abschoss.

## Etymologie
Das ursprüngliche griechische Wort für diese Waffe war Kestrosphendone oder einfach Kestros. Dieses Wort setzte sich zusammen aus κέστρος késtros, deutsch ‚Grabstichel‘, und σφενδόνη sphendónē, deutsch ‚Schleuder‘. Die Römer nannten diese Waffe später latinisiert Cestrosphendone, oder einfach Cestrus.

## Beschreibung
Diese Schleuder bestand aus zwei etwa 30 cm langen Lederriemen, zwischen die man einen etwa 25 cm langen hölzernen Pfeil mit eiserner Spitze einspannte. Die Lederriemen wirbelte man mit erhobenem Arm, um den Schwung zu erhöhen, und ließ dann einen Riemen los, wodurch der Pfeil weggeschleudert wurde. Krieger, die mit einer solchen Schleuder ausgerüstet waren, nannte man Kestrosphendonetes.

## Geschichte
Der Kestros war ursprünglich eine griechische Waffe und wurde später auch von makedonischen Kriegern benutzt. Vor allem im dritten makedonisch-römischen Krieg kam er gegen die römischen Legionäre zum Einsatz. Ab Mitte des 2. Jh. v. Chr. kam diese Pfeilschleuder dann auch über Hilfstruppen in die Römische Legion, wo sie bis Christi Geburt verwendet wurde. Titus Livius beschreibt diese Waffe noch, danach ist keine Verwendung des Kestros mehr historisch belegt.